# 緣膜腔吻鱈
緣膜腔吻鱈，為輻鰭魚綱鱈形目鼠尾鱈科的其中一種，分布於西太平洋菲律賓海域，深度247-466公尺，體長可達44公分，屬深海底棲性魚類，棲息在底層水域，生活習性不明。